# Rudolf Frieß
Rudolf Frieß (* 22. April 1881 in Wien; † 4. September 1965) war ein Oberförster, Jäger und Autor von Jagdbüchern mit dem Schwerpunkt Jagdhunde. Er wird auch als Mentor der Wachtelhundentwicklung ab etwa 1906 oder auch als „Wachtelvater“ bezeichnet.
Besonders bekannt ist er als Führer der auf schroffester Leistungsauslese beruhenden Zucht des Deutschen Wachtelhundes, als Vorkämpfer der Verlorenbringer-bewegung sowie durch seine Verdienste um die Herauszüchtung des Deutschen Jagdterriers, außerdem durch seine jagdlichen und biologischen Studien und Betrachtungen, und um sein Wissen um den „jagenden Hund“.

## Leben
Oberförster Rudolf Frieß wurde als zweiter Sohn des Kgl. Bayer. Oberförsters, späteren Forstrat Friedrich Frieß geboren. Es studierte in Aschaffenburg und München.
Nach abgeschlossenem Studium war er sieben Jahre „reisender Forstpraktikant“ im Hochgebirge und auf der oberbayerischen Hochebene, Forstamtsassessor in Sulzschneid bei Füssen und auf der „Eichstätter Alb“.
1920 ging es als Forstamtmann nach Krausenbach im Spessart, 1924 für elf Jahre schwerster forstlicher und jagdlicher Aufbauarbeit in den „Pfälzer Wald“ (Forstamt Merzalben) und 1935 zurück ins Hochgebirge (Forstamt Siegsdorf).
1948 trat Rudolf Frieß in Ruhestand.
Unter dem Pseudonym R.F. veröffentlichte Frieß ab 1905 Aufsätze in allen deutschen und österreichischen Jagdzeitungen.

## Werke
- Der Deutsche Wachtelhund Neudamm Neumann,  Melsungen 1921
- Winke für Führer deutscher Wachtelhunde Neudamm Neumann,  Melsungen 1934
- Sünden rings um die Schweissarbeit und die gerechte Führung Jagdverl. Richter & Springer, Wien 1943
- Unsere Jagdhunde BLV-Verlagsges.,  München 1949
- Hatz - Watz : Gedanken u. Geschichten, Erfahrungen u. Erinnerungen um Saujagen, Saufinden u. Saumeuten  BLV-Verlagsges.,  München 1950
- Die Bodenjagd BLV-Verlagsges.,  München 1961
- Im Rausch des Unerlaubten : 35 Wilderergeschichten BLV-Verlagsges.,  München 1969
- Jagdnotizen Jagd- u. Kulturverlag,  Sulzberg 1985
- Zucht und Führung des Gebiergsschweißhundes Jagd- u. Kulturverlag,  Sulzberg 1990 2. Aufl.
- Hunde-Jäger-Rüdemänner Jagd- u. Kulturverlag,  Sulzberg 1992 2. Aufl.